# Timoléon Chapperon
Timoléon Chapperon (italianisé en Timoleone Chapperon), né le 31 mars 1808 à Chambéry et mort dans cette même ville le 22 octobre 1867, est un avocat, homme politique, président du tribunal de commerce ainsi que syndic de la ville de Chambéry.

## Biographie

### Origines
Timoléon Jacques Marie Chapperon naît le 31 mars 1808 à Chambéry,, dans le département du Mont-Blanc. En effet, le duché de Savoie a été annexé par la France révolutionnaire, par décret du 27 novembre 1792. Il est le fils de Louis-Marie Chapperon, avoué à Chambéry, et de Jacqueline Sanctus.
Il fait ses études au collège de Chambéry. Il les poursuit à l'université de Turin, capitale du royaume de Sardaigne auquel appartient le duché de Savoie. Il est reçu docteur en droit à l'université de Turin le 24 mai 1831.

### Carrières
Timoléon Chapperon revient dans sa ville natale. Il effectue « un double stage chez un ancien avocat et au bureau des pauvres ». Par décret du 14 août 1833, il est admis « à postuler devant le Sénat de Savoie ».
En 1837, sa passion pour la littérature et l'histoire l'amènent à publier un Guide de l'étranger à Chambéry et dans les environs. Le succès de l'ouvrage confirme sa « vocation archéologique ». Il abandonne ses études juridiques pour se consacrer cette passion, notamment grâce à des rentes.
En 1848, il intègre l'administration de la ville de Chambéry. Alors que le gouvernement sarde met en place un parlement du royaume de Sardaigne à Turin, avec l'élection de représentants pour les provinces au cours de cette même année, Timoléon Chapperon tente de se présenter, sans succès — sa candidature n'ayant pas été retenue —, afin de s'opposer au sénateur Costa de Beauregard, pour le collège de Chambéry.
L'année suivante, lors de la IVe législature, il est élu le 9 décembre 1849 député de la Savoie, représentant le collège de Rumilly,. Il fait une demande pour le rétablissement de la province de Rumilly, supprimée en 1818. Entre-temps, il est devenu Conseil délégué, en 1851, de la ville de Chambéry, puis syndic de cette même ville entre 1852-53,,.
Le 8 décembre 1853, il est remplacé par le conservateur Joseph Ginet pour le collège de Rumilly mais devient le représentant du collège électoral de Pont-de-Beauvoisin, pour la Ve législature,. Il conserve ce siège jusqu'à l'annexion de la Savoie à la France, en juin 1860. Favorable à cette union, lors des débats concernant l'avenir du duché, il a rédigé une Déclaration de ligne de conduite de la députation savoisienne, en juillet 1859. En 1853, 
Il est élu le 2 septembre 1858 à l'Académie des sciences, belles-lettres et arts de Savoie, avec pour titre académique Effectif. Il est par ailleurs membres d'autres sociétés savantes.
Au lendemain du rattachement de la Savoie au Second Empire français, il devient président du tribunal et de la chambre de commerce de Chambéry, ainsi que censeur de la succursale de la Banque de France dans la même ville. Il participe toujours à la gestion de la ville en étant Conseiller municipal.
Timoléon Chapperon meurt le 22 octobre 1867, à Chambéry,.

## Ouvrages
Il publie de nombreuses études historiques sur la Savoie, dont :
- Chambéry à la fin du XIVe siècle, Dumoulin, 1863
- Guide de l'étranger à Chambéry et dans ses environs, 1837.

## Décorations
Joseph Ginet a été fait :

 Officier d'académie(30 décembre 1861)

 Chevalier de la Légion d'honneur

### Fonds d'archives
- 28F 1-94 - Fonds Chapperon, Archives départementales de la Savoie, Chambéry ([PDF] lire en ligne, version 2008)